# Psané právo
Psané právo (lat. ius scriptum) je tvořeno právními normami zachycenými časově stálým způsobem na vhodném trvanlivém substrátu, např. v kameni, na hliněných destičkách, na papíře, na optickém disku nebo v databázi počítačového systému apod. Psané právo má většinou verbální formu, některé části právních norem mohou však být vyjádřeny i jinak, např. graficky.
Psané právo tvoří rozhodující část moderního právního řádu. Skládá se z právních předpisů a precedentů.
Opakem psaného práva je právo nepsané.